# Сайондзи Киммоти
Князь Сайондзи Киммоти (яп. 西園寺 公望, 7 декабря 1849 года, Киото — 24 ноября 1940 года, Токио) — японский политический и государственный деятель, дипломат, аристократ. 35-й глава рода Сайондзи. Выпускник Сорбонны. 12-й и 14-й премьер-министр Японии (7 января 1906 — 14 июня 1908, 30 августа 1911 — 21 декабря 1912). Министр культуры (1896, 1898), министр иностранных дел (1896, 1906), председатель Тайного совета (1900—1903). 2-й председатель партии «Друзья конституционного правительства». Депутат японского парламента. Кавалер Высшего ордена Хризантемы. Псевдоним — Тоан (яп. 陶庵 то:ан).
Входил в число гэнро, прожил существенно дольше остальных (предпоследний гэнро Мацуката Масаёси умер в 1924 году). Был одной из влиятельнейших фигур в японской политике в 1920-е и 1930-е годы.

## Биография

### Молодые годы

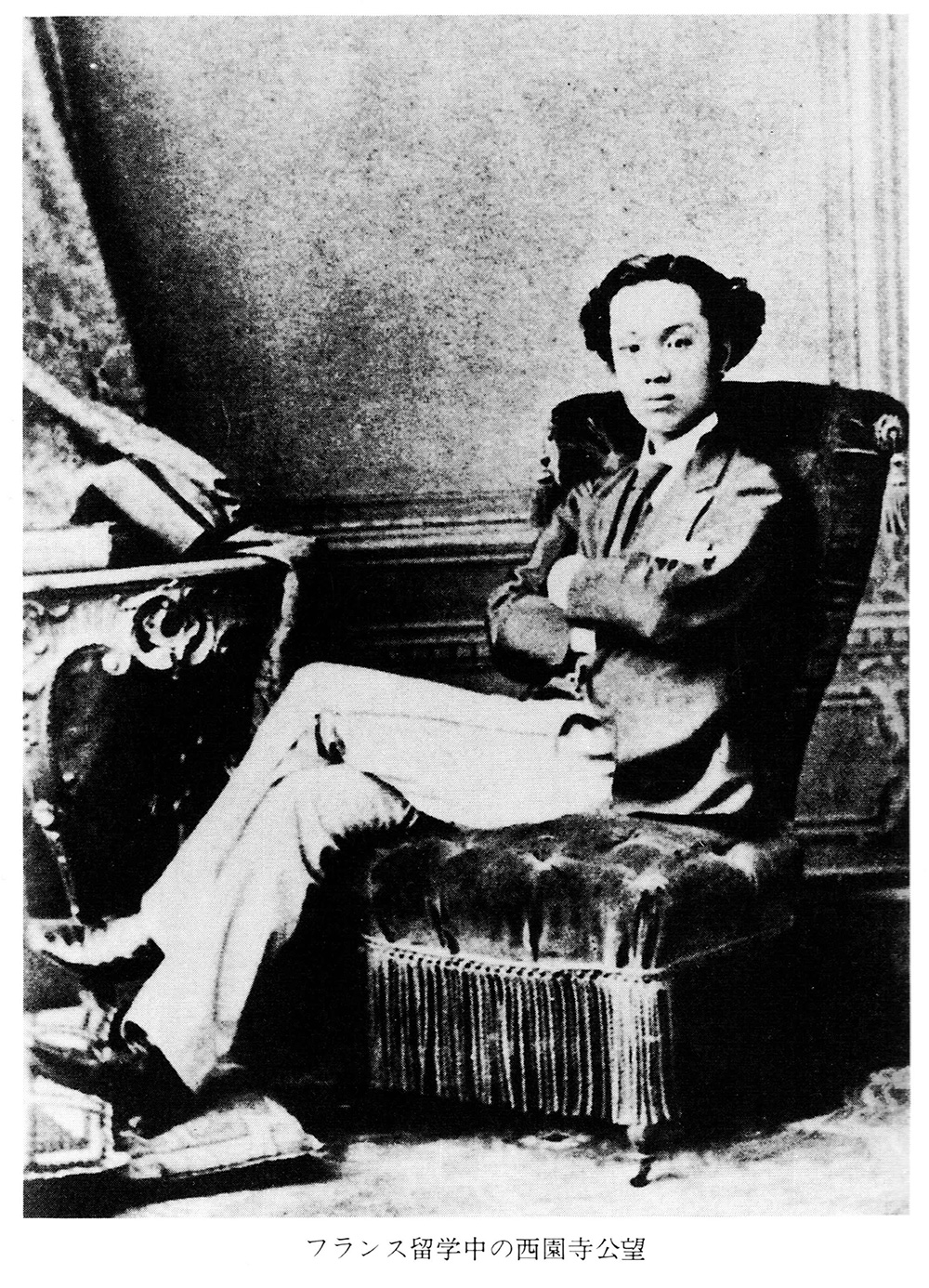
На учёбе в Париже, 1871—1880

Родился 7 декабря 1849 года (23 числа 10-го лунного месяца периода Каэй) в семье аристократа Токудайдзи Киндзуми. Его старший брат Санэнори занимал должности министра — хранителя печати и начальника прислужников Императора Мэйдзи, а младший Томодзуми был наследником купеческого дома Сумитомо. Когда мальчику было 3 года, он получил имя Киммоти. Через год его отдали приемным сыном в бездетный аристократический род Сайондзи, который воспитал его своим наследником.
Начал свою службу при дворе в качестве приближенного Императора Комэй. После реставрации Мэйдзи он занял должность младшего советника и способствовал возвращению опального Ивакуры Томоми в правительство. В ходе гражданской войны 1868—1869 годов исполнял обязанности генерала-пацификатора. Он покорил Императорской власти автономные уделы Западной и Северной Японии и принимал участие в ликвидации сепаратистского Северного союза.
В 1871 году уехал на стажировку во Францию, где поступил в Сорбонну изучать юриспруденцию. Покинул Японию в составе группы тридцати студентов на корабле SS Costa Rica, отбывавшем в Сан-Франциско, по пути откуда через все Соединённые Штаты и Атлантику посетил президента США Улисса Гранта в Вашингтоне. Прибыл во французскую столицу в разгар Парижской коммуны и учился у одного из основателей Лиги мира и свободы Эмиля Аколлы.
Находясь за границей до 1880 года, он познакомился с Жоржем Клемансо, Ференцем Листом и Накаэ Тёмином (псевдоним Накаэ Токусукэ), а также заинтересовался французским либерализмом, под влиянием которого отошёл от своих изначальных реакционных взглядов. После возвращения на родину молодой аристократ принял участие в гражданском движении за свободу и народные права, совместно с Тёмином открыл газету «Свобода востока» (яп. 東洋自由新聞) и стал её главным редактором. Однако вскоре он оставил работу по приказу Императора.

### На государственной службе

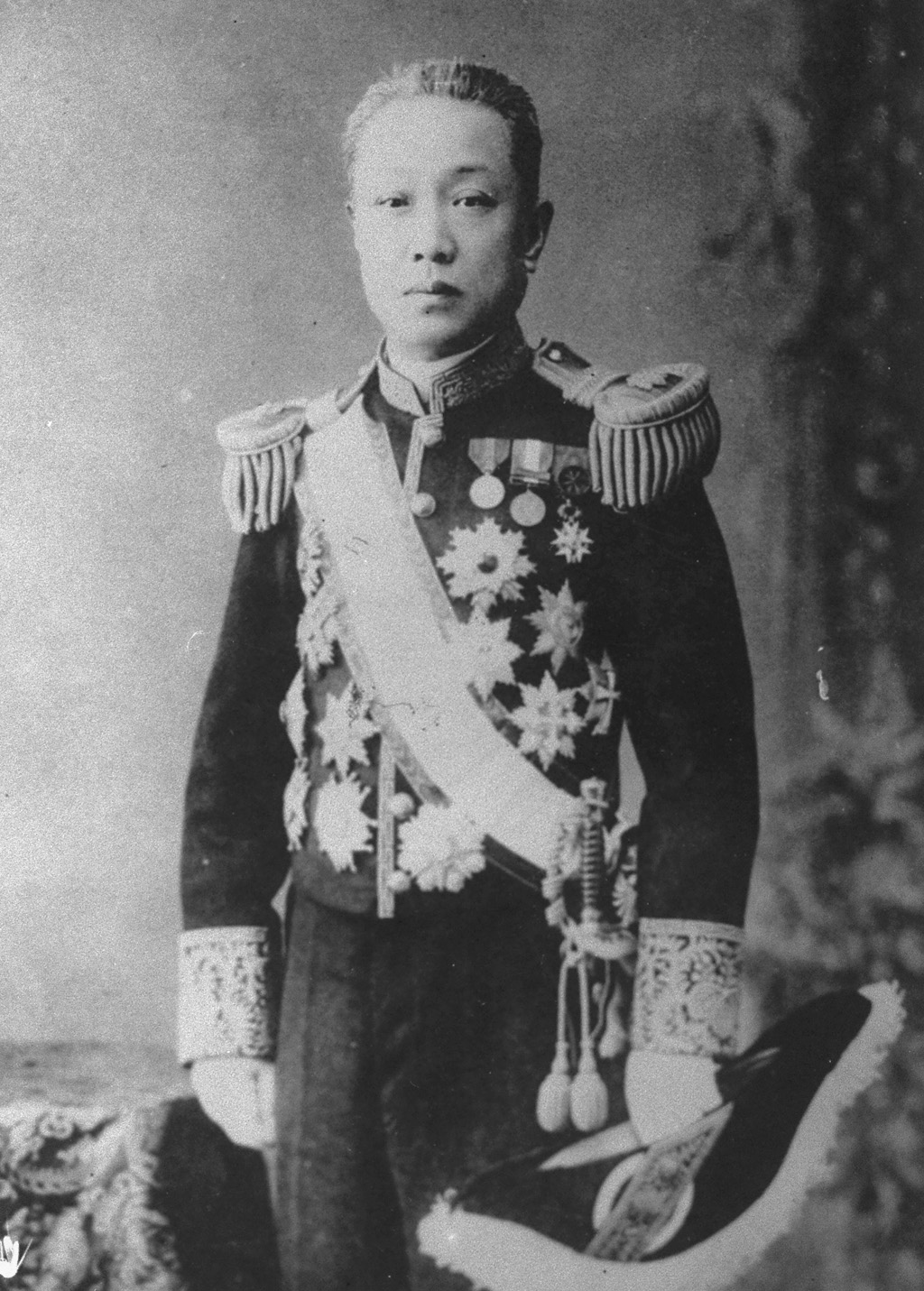
Сайондзи Киммоти

В 1882 году по поручению правительства занимался разработкой проекта Конституции Японии. С этой целью он совместно с Ито Хиробуми уехал в Европу, где изучал местный монархический строй. В 1884 году, вернувшись в Японию, был удостоен от императора титула маркиза (яп. 侯爵 ко:сяку), а в следующем году получил назначение послом в Австро-Венгрию. В течение двух лет возглавлял японское посольство в Германской империи и Бельгии. В 1891 году он вернулся на родину и занял должность главы Управления по наградам канцелярии премьер-министра (яп. 賞勲局総裁 сё:кункёку со:сай).
В 1893 года был назначен заместителем Общества изучения гражданского права (яп. 法典調査会 хотэн тё:са кай) и заместителем председателя верхней палаты японского парламента. В следующем году он вошел в состав Тайного совета и повторно возглавил Управление по наградам.
В 1884 году был утвержден министром культуры во втором кабинете Ито Хиробуми, а впоследствии параллельно занял кресло министра иностранных дел. В 1898 году он вновь получил назначение на пост министра культуры в третьем кабинете, а в октябре 1900 года стал председателем Тайного совета. В том же году вместе с премьером выступил соучредителем политической партии «Друзья конституционного правительства». В декабре 1900 года, после отставки четвёртого кабинета Ито, он временно исполнял обязанности премьер-министра Японии.
В июле 1903 года, когда Ито Хиробуми возглавил Тайный совет, Киммоти взял на себя председательство в партии «Друзья конституционного правительства». Пользуясь советами Мацуды Масахисы и Хары Такаси, он реформировал партию, которая была под угрозой распада. В 1905 году одобрил подписание Портсмутского мирного договора, который положил конец русско-японской войне.

### Премьер и гэнро

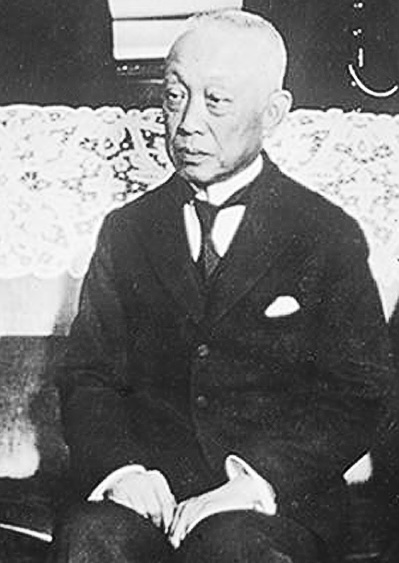
Сайондзи в бытность премьером

В январе 1906 года и августе 1911 года дважды занимал кресло премьер-министра Японии. В 1912 году он был вынужден уйти в отставку из-за конфликта с Императорской армией Японии, вызванного отказом премьера увеличивать численность войск и размер государственных дотаций армии. После отставки Император Тайсё наградил пожилого аристократа почетным званием — гэнро.
В 1913 году, во время разрастания демократического Движения в защиту Конституции, сложил с себя председательство в партии «Друзья конституционного правительства» из-за радикализации организации. В следующем году он отказался стать руководителем нового правительства и поддержал на должность премьера своего протеже по партии Хару Такаси.
Из-за преклонного возраста он избегал активной публичной деятельности. Его последним выходом на международную арену стало участие в Парижской мирной конференции 1919 года, на которой он возглавил японскую делегацию и защищал интересы своей страны в разделе мира после Первой мировой войны. В 1920 году за заслуги перед государством ему был пожалован титул герцога (яп. 公爵 ко:сяку).
После смерти Ямагаты Аритомо и Мацукаты Масаёси он стал последним гэнро. Играл роль «серого кардинала» в японской политике и имел право утверждать новых кандидатов на должность премьер-министра страны. Способствовал соблюдению Конституции, был сторонником формирования партийных кабинетов министров и пытался сдерживать давление военных на правительство. 
Однако в конце жизни, после Инцидента 15 мая 1932 года и начала милитаризации Японии, политик стал постепенно терять контроль над государственными делами. Во время путча молодых офицеров 26 февраля 1936 года его едва не убили ультранационалисты. В связи со всем этим, в 1937 году, он сложил с себя членство в Тайном совете при Императоре Японии и уединился в своем имении в Окицу в префектуре Сидзуока.
Предвидел крах Японской империи из-за чрезмерного вмешательства вооруженных сил в политику. Был похоронен с торжествами за государственный счет в Токио. По его завещанию архив покойного сожгли.